# Spanje op de Olympische Winterspelen 2014
Spanje nam deel aan de Olympische Winterspelen 2014 in Sotsji, Rusland.
Van de twintig deelnemers (veertien mannen en zes vrouwen) die Spanje vertegenwoordigden bij de negentiende deelname van het land aan de Winterspelen namen er negen op eerdere edities deel. Hiervan nam alpineskiester Carolina Ruiz Castillo voor de vierde opeenvolgende keer deel en langlaufster Laura Orgué en snowboardster Queralt Castellet namen beide voor de derde keer deel.

## Deelnemers en resultaten
(m) = mannen, (v) = vrouwen 

### Alpineskiën
| Olympiër               | Onderdeel        | Resultaat | Prestatie                                                           |
| ---------------------- | ---------------- | --------- | ------------------------------------------------------------------- |
| Pol Carreras           | reuzenslalom (m) | DNF       | 1e run: niet gefinisht                                              |
| Pol Carreras           | slalom (m)       | DNF-1     | 1e run: niet gefinisht                                              |
| Paul de la Cuesta      | combinatie (m)   | 22e       | afdaling: 1.56,22 (26e) slalom: 55,84 (23e) totaal: 2.52,06 (+6,86) |
| Paul de la Cuesta      | afdaling (m)     | 28e       | 2.09,46 (+3,23)                                                     |
| Paul de la Cuesta      | reuzenslalom (m) | 36e       | 1e run: 1.27,13 (45e) 2e run: 1.26,13 (33e) totaal: 2.53,26 (+7,97) |
| Paul de la Cuesta      | super g (m)      | DNF       | niet gefinisht                                                      |
| Alex Puente Tasias     | reuzenslalom (m) | DNF       | 1e run: niet gefinisht                                              |
| Alex Puente Tasias     | slalom (m)       | 32e       | 1e run: 1.53,73 (48e) 2e run: 1.05,72 (32e) totaal:1.59,45 (+17,61) |
| Ferran Terra           | combinatie (m)   | 25e       | afdaling: 1.57,23 (34e) slalom: 56,31 (26e) totaal: 2.53,54 (+8,34) |
| Ferran Terra           | afdaling (m)     | 34e       | 2.11,43 (+5,20)                                                     |
| Ferran Terra           | reuzenslalom (m) | DNF       | 1e run: niet gefinisht                                              |
| Ferran Terra           | super g (m)      | DSQ       | gediskwalificeerd                                                   |
|                        |                  |           |                                                                     |
| Carolina Ruiz Castillo | afdaling (v)     | DNF       | 1e run: niet gefinisht                                              |
| Carolina Ruiz Castillo | super g (v)      | DNF       | niet gefinisht                                                      |

### Biatlon
| Olympiër                  | Onderdeel         | Resultaat | Prestatie                   |
| ------------------------- | ----------------- | --------- | --------------------------- |
| Victor Lobo Escolar       | sprint (m)        | 84e       | 28.53,3 (+4.19,8) [4+0]     |
| Victor Lobo Escolar       | individueel (m)   | 72e       | 57.22,8 (+7.51,1) [0+2+0+1] |
|                           |                   |           |                             |
| Victoria Padial Hernandez | sprint (v)        | 52e       | 23.21,5                     |
| Victoria Padial Hernandez | achtervolging (v) | 46e       | 34.30,3 (+4.59,6) [1+0+0+1] |
| Victoria Padial Hernandez | individueel (v)   | 54e       | 50.48,5 (+7.28,9) [1+0+0+1] |

### Freestyleskiën
| Olympiër        | Onderdeel    | Resultaat | Prestatie                   |
| --------------- | ------------ | --------- | --------------------------- |
| Katia Griffiths | halfpipe (v) | 16e       | kwalificatie: 54.40 / 56.60 |

### Kunstrijden
| Olympiër                | Onderdeel | Resultaat | Prestatie                                        |
| ----------------------- | --------- | --------- | ------------------------------------------------ |
| Javier Fernández        | Mannen    | 4e        | 253.92 (korte kür: 86.98, vrije kür: 166.94)     |
| Javier Raya             | Mannen    | 25e       | 59.76 (korte kür: 59.76, vrije kür niet bereikt) |
| Sara Hurtado Adrià Díaz | IJsdansen | 13e       | 146.97 (korte kur: 58.58, vrije kur: 88.39)      |

### Langlaufen
| Olympiër         | Onderdeel             | Resultaat | Prestatie                                                                      |
| ---------------- | --------------------- | --------- | ------------------------------------------------------------------------------ |
| Javier Gutiérrez | 15 km klassiek (m)    | 63e       | 43.43,9 (+5.14,2)                                                              |
| Javier Gutiérrez | 30 km skiatlon (m)    | 58e       | 1:16.01,0 (+7.45,6) klassieke stijl: 39.30,4 (54e); vrije stijl: 36.30,6 (60e) |
| Javier Gutiérrez | 50 km vrije stijl (m) | 47e       | 1:53.02,5 (+6.07,3)                                                            |
| Imanol Rojo      | sprint (m)            | 60e       | kwalificatie: 3.48,44 (+20,09)                                                 |
| Imanol Rojo      | 15 km klassiek (m)    | 50e       | 42.45,4 (+4.15,7)                                                              |
| Imanol Rojo      | 30 km skiatlon (m)    | 50e       | 1:13.40,5 (+5.25,0) klassieke stijl: 39.05,5 (58e); vrije stijl: 34.35,4 (47e) |
| Imanol Rojo      | 50 km vrije stijl (m) | 53e       | 1:49.21,9 (+2.26,7)                                                            |
|                  |                       |           |                                                                                |
| Laura Orgué      | 10 km klassiek (v)    | 28e       | 30.48,0(+2.30,2)                                                               |
| Laura Orgué      | 15 km skiatlon (v)    | 25e       | 40.46,5 (+2.12,9) klassieke stijl: 20.41,7 (28e); vrije stijl: 20.40,8 (20e)   |
| Laura Orgué      | 30 km vrije stijl (v) | 10e       | 1:12.37,3 (+1.32,1)                                                            |

### Skeleton
| Olympiër        | Onderdeel | Resultaat | Prestatie                           |
| --------------- | --------- | --------- | ----------------------------------- |
| Ander Mirambell | Mannen    | 26e       | 2.56,10 (58,58 / 58,72 / 58,80 / -) |

### Snowboarden
| Olympiër          | Onderdeel          | Resultaat | Prestatie                                                                                |
| ----------------- | ------------------ | --------- | ---------------------------------------------------------------------------------------- |
| Lucas Eguibar     | snowboardcross (m) | 7e        | achtste finale 2: 1e kwartfinale 1: 1e halve finale: gediskwalificeerd kleine finale: 1e |
| Regino Hernández  | snowboardcross (m) | 21e       | achtste finale 2: 2e kwartfinale 1: niet gefinisht                                       |
| Laro Herrero      | snowboardcross (m) | 33e       | achtste finale 4: 5e                                                                     |
|                   |                    |           |                                                                                          |
| Queralt Castellet | halfpipe (v)       | 11e       | kwalificatie: 93.25 / 52.00 finale: 61.75 / 55.25                                        |